# Heart & Soul (Bad Boys Blue)
Heart & Soul è il quindicesimo album in studio del gruppo musicale tedesco Bad Boys Blue, pubblicato nel 2008.

## Tracce
1. Still in Love – 3:12
2. In His Heart, In His Soul – 3:26
3. Matador – 3:00
4. Queen of My Dreams – 3:26
5. I Don't Wanna Know – 3:35
6. Make My Dreams Come True – 3:18
7. You and I – 3:17
8. Tonight Is the Night – 3:13
9. Sometimes – 3:45
10. Show Me (The Way to Your Heart) – 3:43
11. Hold Me in the Night – 3:12
12. Pictures of You – 3:15
13. Russia in My Eyes – 3:17
14. Those Were the Days – 4:17

## Formazione
- John McInerney
- Carlos Ferreira